# Ostrowie (rejon kowelski)
Ostrowie (ukr. Острів'я) – wieś na Ukrainie w rejonie kowelskim, w obwodzie wołyńskim, położona nad jeziorem Ostrowskim. W II Rzeczypospolitej miejscowość wchodziła w skład gminy wiejskiej Pulemiec w powiecie lubomelskim województwa wołyńskiego. Wieś ma starą metrykę – według przekazów została założona jeszcze w średniowieczu przez uciekinierów, którzy schronili się tutaj przed wojskami tatarskimi. We wsi znajduje się XVIII wieczna drewniana cerkiew p. w. św. Barbary z przykościelnym cmentarzem.
Do 2020 w rejonie szackim.